# Chant des Marines
Le Chant des Marines (ou The Halls of Montezuma), est l'hymne officiel de l'US Marine Corps (infanterie de marine des États-Unis). 
Les paroles en ont été rédigées en 1879. Elles font référence à la guerre mexico-américaine où les Marines occupèrent Mexico et le palais de Chapultepec ainsi qu'à une bataille à Tripoli lors de la Guerre de Tripoli (1801-1805).
L'air a été emprunté aux Couplets des Hommes d'Armes écrits en 1867 pour la seconde version de l'opéra-bouffe Geneviève de Brabant d'Offenbach, qui avait reçu, à l'époque, un accueil enthousiaste.

## Paroles originales et traduction
| From the Halls of Montezuma To the Shores of Tripoli; We will fight our country's battles In the air, on land and sea; First to fight for right and freedom And to keep our honor clean ; We are proud to claim the title of United States Marine.                 | Des palais de Montezuma Aux rives de Tripoli ; Nous lutterons dans les batailles de notre pays Dans l'air, sur terre et sur mer ; Premier à se battre pour le droit et la liberté Et pour garder notre honneur intact Nous sommes fiers de revendiquer le titre de Marines des États-Unis.                                                    |
| Our flag's unfurled to every breeze From dawn to setting sun; We have fought in ev'ry clime and place Where we could take a gun; In the snow of far-off Northern lands And in sunny tropic scenes; You will find us always on the job-- The United States Marines. | Notre drapeau est déployé à chaque brise De l'aube au soleil couchant ; Nous nous sommes battus sous tous les climats et en tous lieux Où nous pouvions prendre une arme à feu ; Dans la neige des terres nordiques lointaines Et dans les lieux tropicaux ensoleillés ; Vous nous trouverez toujours au travail… Les Marines des États-Unis. |
| Here's health to you and to our Corps Which we are proud to serve In many a strife we've fought for life And never lost our nerve; If the Army and the Navy Ever look on Heaven's scenes; They will find the streets are guarded By United States Marines.         | Voici la vigueur pour vous et pour notre Corps Que nous sommes fiers de servir Dans bien des de conflits, nous nous sommes battus pour la vie Et jamais perdu nos nerfs ; Si l'Army et la Navy Regardent toujours vers le Ciel ; Ils trouveront que les rues sont gardées Par les Marines des États-Unis.                                     |